# Francis Mallmann
Francisco José "Francis" Mallmann (Acassuso, 1956) es un chef argentino.

## Biografía
Francis Mallmann nació en la localidad bonaerense de Acassuso en 1956, y a los dos años se mudó a San Carlos de Bariloche. Cuando tenía seis años, su padre, el físico Carlos Mallmann, se trasladó a Bariloche para dirigir el Instituto Balseiro. Allí, en 1970, Mallmann se inició como cocinero, en un barco para turistas en el Lago Nahuel Huapi.
A los veinte años comenzó a manejar un restaurante con una socia. Luego se fue a París, donde trabajó como aprendiz en diversos restaurantes de nouvelle cuisine.
Al regresar a Argentina, trabajó en el restaurant "Hippopotamus" hasta que abrió su propio local sobre la calle Honduras, en el barrio de Palermo. El lugar, sin nombre ni cartel, funcionaba a puertas cerradas. Durante el día, Mallmann lo usaba para dar clases.
En 1984 publicó su primer libro, La cocina al instante.
Comenzó a trabajar en televisión en 1983. Entre 1987 y 1996, el programa se grababa en su restaurante y, en verano, en Punta del Este. En 1992, cuando estuvo un año representando a Argentina en la Expo Sevilla, el programa se grabó allí.
En los años 1990, empezó a aprovechar su nombre para asociarse a nuevos emprendimientos con la marca Mallmann: dulces, corderos, cacerolas de bronce, y hasta cocinas con su nombre y su logo. Sin embargo, optó más tarde por retirarse y dedicarse sólo a los restaurantes. 
A partir de 2006, condujo diversos programas en el canal El Gourmet. Entre sus ciclos se cuentan Los fuegos con Francis Mallmann, Un lugar en Mendoza, Huente-Có, Desde Garzón con Francis Mallmann, Patagonia mía, La Ruta azul, Los fuegos en París, Vientos del Sur y Misterios del Iberá. En 2016, fue protagonista de uno de los capítulos de la serie documental Chef's Table.
Dirige diversos restaurantes en Argentina y Uruguay: "Garzón", ubicado en la localidad uruguaya homónima, "Patagonia Sur" en el barrio porteño de La Boca y "Francis Mallmann 1884" en Godoy Cruz (Mendoza). En 2003, este último fue incluido en la lista de los 50 mejores del mundo de la revista Restaurant.

## Vida privada
En abril de 2016, Mallmann se casó con la cocinera Vanina Chimeno, madre de su hija Heloisa. Tiene otros cinco hijos de relaciones anteriores.